# Burlington, Kansas
Burlington är administrativ huvudort i Coffey County i Kansas. Orten har fått sitt namn efter Burlington, Vermont. Enligt 2020 års folkräkning hade Burlington 2 634 invånare.